# Parc Nacional dels Virunga
El Parc Nacional dels Virunga (en francès: Parc National des Virunga), anteriorment anomenat Parc Nacional Albert, està situat a la República Democràtica del Congo i està inscrit a la llista del Patrimoni de la Humanitat per part de la UNESCO des del 1979. Des del 1994 està també inscrit a la Llista del Patrimoni de la Humanitat en perill.
El Parc Nacional establert el 1925 com el primer parc nacional d'Àfrica que s'estén des de les muntanyes Virunga al sud, a les muntanyes de Rwenzori al nord dins de la República Democràtica del Congo, fent frontera amb el Parc Nacional dels Volcans a Ruanda i el Parc Nacional de les muntanyes de Rwenzori i el Parc Nacional Queen Elizabeth a Uganda. De nord a sud s'estén aproximadament 300 km, principalment al llarg de les fronteres internacionals amb Uganda i Ruanda a l'est. Cobreix una superfície de 8.090 km².
En els últims anys la caça furtiva i la Guerra Civil del Congo han danyat seriosament la seva població de vida silvestre. El parc és administrat per les autoritats del parc nacional congolès, l'Institut Congolesa per a la Conservació de la Naturalesa (ICCN) i el seu soci, el Fons de Conservació d'Àfrica del Regne Unit.

## Història
El parc va ser creat el 1925 pel rei Albert I de Bèlgica com el primer parc nacional del continent d'africà. Va ser creat principalment per protegir els goril·les de muntanya, que viuen als boscos de les muntanyes Virunga, controlats pel Congo Belga, però després es va expandir al nord per incloure el Rwindi Plains, Llac Edward i les muntanyes Rwenzori en l'extrem nord.
En els primers 35 anys, els límits del parc prengueren forma, la caça furtiva es mantingué a nivells mínims i el turisme sostenible va prosperar a causa de la creació d'un gran cos de vigilants congolesos.L'explotació de la terra i l'ús dels recursos del parc, com la pesca i la caça per la població local es va convertir en un problema creixent i es van fer intents per resoldre aquests problemes.
Quan els belgues van concedir la independència del Congo el 1960, el nou estat es va deteriorar ràpidament, i el mateix va fer el parc. Va ser el 1969 quan el President Mobutu va començar a prendre un interès personal en la conservació del parc i aquest va revifar. En el procés de campanya africanització de President Mobutu, va passar a anomenar-se Parc Nacional de Virunga, i es va establir la primera autoritat congolesa de Vida Silvestre.
El Parc de Virunga va anar bé durant la major part de la dècada de 1970. La inversió estrangera va ajudar a millorar les instal·lacions, les infraestructures i formació del parc, i el parc es va convertir en una destinació popular pels turistes, rebent una mitjana de 6.500 visitants a l'any. El 1979 la UNESCO el va designar el parc com a Patrimoni de la Humanitat.
A mitjans de la dècada de 1980 el règim de Mobutu va començar a perdre la seva posició en el poder i el país va començar una llarga caiguda en el caos per culpa d'això el parc va patir terriblement. La caça furtiva esgotà grans poblacions de mamífers de Virunga, les infraestructures varen ser destruïdes, i molts vigilants van ser assassinats. L'Autoritat de Vida Silvestre congolesa va perdre a poc a poc el control de Virunga i la UNESCO va canviar l'estatus del Patrimoni de la Humanitat a la llista el Patrimoni de la Humanitat en perill. El 1996 es va declarar Lloc Ramsar d'interès especial.
Durant els vint anys que van seguir, el personal del parc va suportar una sèrie gairebé ininterrompuda d'assajos que van incloure una crisi de refugiats des del genocidi de Ruanda que va contribuir a la severa destrucció dels boscos del parc, i la penetració de les milícies armades per tot el parc. La guerra de Kivu centrada exactament al parc, amb les forces rebels que ocupen les oficines del parc i el desallotjament del personal del parc. A finals de 2008 semblava que estava gairebé destruït.
El 2013, el Fons Mundial per la Natura va expressar la seva preocupació pels plans de la britànica Soco Internacional per dur a terme l'exploració de petroli al parc. En l'actualitat més del 80% del Parc Nacional de Virunga ha estat assignat com concessions de petrolíferes. Els informes d'avaluació propis de Soco Internacional d'impacte ambiental admeten que l'exploració de petroli és probable que causi contaminació, així com danys irreparables en els hàbitats i porti la caça furtiva al parc. El Fons Mundial per la Natura va posar en marxa una campanya de petició a Soco d'abstenir-se d'explorar la zona de Patrimoni Mundial de la Humanitat, i d'aquesta manera evitar que això passi. El 30 d'agost de 2014, SOCO va aturar les seves operacions a la República Democràtica del Congo.

## Biodiversitat

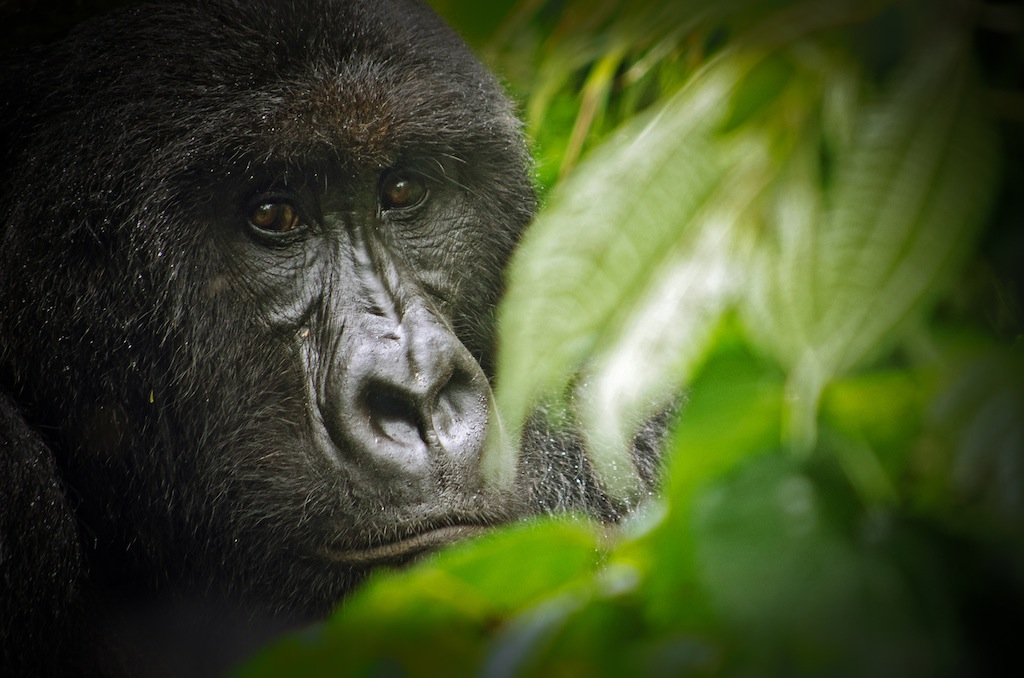
Un goril·la de muntanya al parc

El parc és conegut per la seva excepcional biodiversitat, que conté més espècies d'aus, mamífers i rèptils que qualsevol altra àrea protegida al continent africà. Encara que els goril·les de muntanya hi són ja molt rars i catalogats com una de les espècies en perill més crític, els treballs de conservació ha ajudat amb èxit a assegurar les poblacions restants. Les seves poblacions van augmentar durant els anys d'agitació política a la regió (1994-2004), i han seguit fent-ho fins i tot durant el difícil període de 2007-2008. El cens del goril·la de muntanya del 2010 ha indicat que els esforços de conservació de Virunga han tingut molt èxit pel que fa a la població de goril·les.Tant l'Elefant africà com el de bosc, així com els ximpanzés i els goril·les de terres baixes encara es poden trobar a Virunga, juntament amb Okapi, girafes, búfal és i moltes d'elles endèmiques aus. El veí Mont Hoyo forma part del parc i és l'hàbitat d'una població de Pigmeus, coves i cascades.